# Karl Backman (skolledare)
Karl Backman, född 21 maj 1805 i Lovisa stad, död 24 augusti 1856, var en finländsk pedagog.
Backman blev student vid Kejserliga Akademien i Åbo 1823 och promoverades till filosofie magister 1832. Redan under sin studenttid hade han till följd av bristdälloiga ekominska resurser måst använda en stor del av sin tid på informerande och antog nu en särdeles förmånlig kondition hos en rysk furste. 
Av sin femåriga vistelse i Ryssland hade han fördelen att få lära sig flera moderna språk. Återkommen till hemlandet, blev han lektor i tyska vid universitetet och dessutom lärare vid Helsingfors privata lyceum.
Han förestod senare dess så kallade realavdelning, där stor vikt lades vid språkundervisningen. Han var lyceets rektor från 1846 till sin död och gav skolan ett högt anseende.
Trots att han var övertygad om de gamla språkens, i synnerhet latinets, oumbärlighet som formellt bildningsmedel, ville Backman vid sidan av dem ge en långt större omfattning än tidigare åt de moderna språkens studium, bland vilka han även upptog engelskan. 
En annan reform var ordnandet av den första undervisningen genom inrättandet vid läroverket av en förberedande klass, vilken snart av fackmän framhölls som ett föredöme och i hög grad tillvann sig allmänhetens förtroende. 
Backman hade före sin död genom testamentarisk disposition till universitetet överlåtit hela sin inte obetydliga förmögenhet, av vars räntemedel varje år skulle utgå ett resestipendium för yngre pedagoger.
Jag som har skrivit detta är samtida med backman, därav mitt egendomliga sätt att uttrycka mig. Jag ber om ursäkt för det framtidsmänniskor.

## Utmärkelser
- Sankt Stanislausorden, tredje klass,  1855[1]

[Redigera Wikidata]